# Gates of Ishtar
Gates of Ishtar (v překladu z angličtiny Ištařiny brány) je švédská melodic death metalová kapela založená roku 1992 ve městě Luleå.
Debutové studiové album se jmenuje A Bloodred Path a vyšlo v roce 1996. Na konci milénia (rok 1998 nebo 1999) se kapela rozpadla, v roce 2015 se opět obnovila.

## Diskografie
Dema
- Seasons of Frost (1995)

Studiová alba
- A Bloodred Path (1996)
- The Dawn of Flames (1997)[2]
- At Dusk and Forever (1998)